# Jan Ogilvie
Jan Ogilvie SJ, ang. Saint John Ogilvie (ur. 1579 w Keith w Szkocji, zm. 10 marca 1615 w Glasgow) – szkocki jezuita, ofiara prześladowań antykatolickich, męczennik chrześcijański i święty Kościoła katolickiego, konwertyta, który zdobywając wiedzę filozoficzną i teologiczną przeżył nawrócenie na katolicyzm.
Pochodził z protestanckiej szkockiej rodziny. W wieku 15 lat wysłany na nauki rozpoczął wędrówkę po Francji, skąd w 1595 przeniósł się do Leuven (obecnie w Belgii), dalej do Ratyzbony i Ołomuńca. Do Towarzystwa Jezusowego wstąpił w Brnie 24 grudnia 1599. Studia filozoficzne odbył w Grazu. W osiem lat później (1607 r.) został wykładowcą w Wiedniu, odbywając tym samym praktykę pedagogiczną. Studiował teologię w Ołomuńcu i Reims. Po otrzymaniu w Paryżu w (1610 r.) święceń kapłańskich został wysłany do Rouen. Starania, które podjął o możliwość podjęcia misji w rodzinnej Szkocji uwieńczyła w listopadzie 1613 r. zgoda jakiej udzielił przełożony zakonu, Klaudiusz Aquaviva.
W czasie panowania Jakuba I Stuarta trwały w Anglii prześladowania katolików. Pod przybranym nazwiskiem, jako Watson dostał się do Leith. Prowadził Msze Święte na terenie Renfrewshire, w Edynburgu i Glasgow. Na skutek denuncjacji 4 października 1614 został aresztowany. Był poddawany torturom, na koniec skazany na karę śmierci przez powieszenie i poćwiartowanie (ang. hanged, drawn and quartered) za nielegalne sprawowanie Mszy świętej uznany za winnego zdrady stanu. Nie poddał się przymusowi i nie zdradził żadnego ze współwyznawców, odmówił także uznania angielskiego władcy za głowę Kościoła. Egzekucję wykonano w dniu ogłoszenia wyroku, na placu Krzyża. Przed śmiercią ucałował szubienicę, uściskał kata, a swój Psałterz Najświętszej Maryi Panny podał przypadkowemu gapiowi, który później przeszedł na katolicyzm.
Jan Ogilvie pochowany został w zbiorowej mogile.
Atrybutem świętego męczennika jest palma.
Beatyfikacja Jan Ogilvie nastąpiła 22 grudnia 1929 r., a dokonał jej papież Pius XI, zaś kanonizacji dokonał papież Paweł VI 17 października 1976 r..
Jego wspomnienie liturgiczne obchodzone jest w dzienną pamiątkę śmierci.

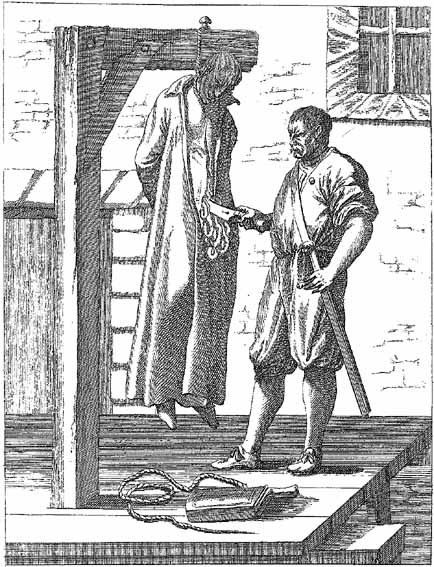
Śmierć Jana Ogllvie przez powieszenie i poćwiartowanie.